# Henri Stoll
Pour les articles homonymes, voir Stoll.
Henri Stoll, né le 1er juillet 1955, est un homme politique français.

## Biographie
Ancien professeur au lycée Camille-Sée de Colmar dans les années 90, Henri Stoll est membre des Verts depuis 1989. C'est cette année-là qu'il décroche son premier mandat politique en tant que conseiller municipal d'opposition à Kaysersberg, dont il sera élu maire en 1995 et réélu par la suite (2001, 2008). Il devient 1er vice-président de la communauté de communes de la vallée de Kaysersberg et est conseiller général du Haut-Rhin depuis 2004.
En décembre 2010, il annonce sa candidature à l'élection primaire d'Europe Écologie Les Verts, qui doit désigner le candidat de ce parti à l'élection présidentielle. Il précise : « Je représente la base des écolos, les gens simples, dont une partie ne se retrouve pas dans les images de l'écologie spectacle ». À l'issue du premier tour, il termine troisième avec 5,02 %.
Henri Stoll est appelé à comparaître le 9 septembre 2011 à la suite d'une plainte déposée par le conseiller général de Saint-Amarin Jean-Jacques Weber, pour avoir déclaré à deux reprises que son élection était « à vomir », en faisant référence à ses ennuis judiciaires du passé.
Candidat dans la deuxième circonscription du Haut-Rhin lors des élections législatives de 2012, il est soutenu dès le premier tour par EELV, le PS et le MEI. Avec 21,15 %, il est largement distancé au premier tour par l'UMP Jean-Louis Christ (45,92 %) mais accède au second tour.